# Bonnevaux (Alta Saboia)
Bonnevaux é uma comuna francesa na região administrativa de Auvérnia-Ródano-Alpes, no departamento da Alta Saboia. Estende-se por uma área de 7.82 km². Em 2010 a comuna tinha 284 habitantes (densidade: 36,3 hab./km²).